# Колеов систем
|   | a | b | c | d | e | f | g | h |   |
| 8 | d4 white pawn · c3 white pawn · d3 white bishop · e3 white pawn · f3 white knight · a2 white pawn · b2 white pawn · d2 white knight · f2 white pawn · g2 white pawn · h2 white pawn · a1 white rook · c1 white bishop · d1 white queen · e1 white rook · g1 white king | d4 white pawn · c3 white pawn · d3 white bishop · e3 white pawn · f3 white knight · a2 white pawn · b2 white pawn · d2 white knight · f2 white pawn · g2 white pawn · h2 white pawn · a1 white rook · c1 white bishop · d1 white queen · e1 white rook · g1 white king | d4 white pawn · c3 white pawn · d3 white bishop · e3 white pawn · f3 white knight · a2 white pawn · b2 white pawn · d2 white knight · f2 white pawn · g2 white pawn · h2 white pawn · a1 white rook · c1 white bishop · d1 white queen · e1 white rook · g1 white king | d4 white pawn · c3 white pawn · d3 white bishop · e3 white pawn · f3 white knight · a2 white pawn · b2 white pawn · d2 white knight · f2 white pawn · g2 white pawn · h2 white pawn · a1 white rook · c1 white bishop · d1 white queen · e1 white rook · g1 white king | d4 white pawn · c3 white pawn · d3 white bishop · e3 white pawn · f3 white knight · a2 white pawn · b2 white pawn · d2 white knight · f2 white pawn · g2 white pawn · h2 white pawn · a1 white rook · c1 white bishop · d1 white queen · e1 white rook · g1 white king | d4 white pawn · c3 white pawn · d3 white bishop · e3 white pawn · f3 white knight · a2 white pawn · b2 white pawn · d2 white knight · f2 white pawn · g2 white pawn · h2 white pawn · a1 white rook · c1 white bishop · d1 white queen · e1 white rook · g1 white king | d4 white pawn · c3 white pawn · d3 white bishop · e3 white pawn · f3 white knight · a2 white pawn · b2 white pawn · d2 white knight · f2 white pawn · g2 white pawn · h2 white pawn · a1 white rook · c1 white bishop · d1 white queen · e1 white rook · g1 white king | d4 white pawn · c3 white pawn · d3 white bishop · e3 white pawn · f3 white knight · a2 white pawn · b2 white pawn · d2 white knight · f2 white pawn · g2 white pawn · h2 white pawn · a1 white rook · c1 white bishop · d1 white queen · e1 white rook · g1 white king | 8 |
| 7 | d4 white pawn · c3 white pawn · d3 white bishop · e3 white pawn · f3 white knight · a2 white pawn · b2 white pawn · d2 white knight · f2 white pawn · g2 white pawn · h2 white pawn · a1 white rook · c1 white bishop · d1 white queen · e1 white rook · g1 white king | d4 white pawn · c3 white pawn · d3 white bishop · e3 white pawn · f3 white knight · a2 white pawn · b2 white pawn · d2 white knight · f2 white pawn · g2 white pawn · h2 white pawn · a1 white rook · c1 white bishop · d1 white queen · e1 white rook · g1 white king | d4 white pawn · c3 white pawn · d3 white bishop · e3 white pawn · f3 white knight · a2 white pawn · b2 white pawn · d2 white knight · f2 white pawn · g2 white pawn · h2 white pawn · a1 white rook · c1 white bishop · d1 white queen · e1 white rook · g1 white king | d4 white pawn · c3 white pawn · d3 white bishop · e3 white pawn · f3 white knight · a2 white pawn · b2 white pawn · d2 white knight · f2 white pawn · g2 white pawn · h2 white pawn · a1 white rook · c1 white bishop · d1 white queen · e1 white rook · g1 white king | d4 white pawn · c3 white pawn · d3 white bishop · e3 white pawn · f3 white knight · a2 white pawn · b2 white pawn · d2 white knight · f2 white pawn · g2 white pawn · h2 white pawn · a1 white rook · c1 white bishop · d1 white queen · e1 white rook · g1 white king | d4 white pawn · c3 white pawn · d3 white bishop · e3 white pawn · f3 white knight · a2 white pawn · b2 white pawn · d2 white knight · f2 white pawn · g2 white pawn · h2 white pawn · a1 white rook · c1 white bishop · d1 white queen · e1 white rook · g1 white king | d4 white pawn · c3 white pawn · d3 white bishop · e3 white pawn · f3 white knight · a2 white pawn · b2 white pawn · d2 white knight · f2 white pawn · g2 white pawn · h2 white pawn · a1 white rook · c1 white bishop · d1 white queen · e1 white rook · g1 white king | d4 white pawn · c3 white pawn · d3 white bishop · e3 white pawn · f3 white knight · a2 white pawn · b2 white pawn · d2 white knight · f2 white pawn · g2 white pawn · h2 white pawn · a1 white rook · c1 white bishop · d1 white queen · e1 white rook · g1 white king | 7 |
| 6 | d4 white pawn · c3 white pawn · d3 white bishop · e3 white pawn · f3 white knight · a2 white pawn · b2 white pawn · d2 white knight · f2 white pawn · g2 white pawn · h2 white pawn · a1 white rook · c1 white bishop · d1 white queen · e1 white rook · g1 white king | d4 white pawn · c3 white pawn · d3 white bishop · e3 white pawn · f3 white knight · a2 white pawn · b2 white pawn · d2 white knight · f2 white pawn · g2 white pawn · h2 white pawn · a1 white rook · c1 white bishop · d1 white queen · e1 white rook · g1 white king | d4 white pawn · c3 white pawn · d3 white bishop · e3 white pawn · f3 white knight · a2 white pawn · b2 white pawn · d2 white knight · f2 white pawn · g2 white pawn · h2 white pawn · a1 white rook · c1 white bishop · d1 white queen · e1 white rook · g1 white king | d4 white pawn · c3 white pawn · d3 white bishop · e3 white pawn · f3 white knight · a2 white pawn · b2 white pawn · d2 white knight · f2 white pawn · g2 white pawn · h2 white pawn · a1 white rook · c1 white bishop · d1 white queen · e1 white rook · g1 white king | d4 white pawn · c3 white pawn · d3 white bishop · e3 white pawn · f3 white knight · a2 white pawn · b2 white pawn · d2 white knight · f2 white pawn · g2 white pawn · h2 white pawn · a1 white rook · c1 white bishop · d1 white queen · e1 white rook · g1 white king | d4 white pawn · c3 white pawn · d3 white bishop · e3 white pawn · f3 white knight · a2 white pawn · b2 white pawn · d2 white knight · f2 white pawn · g2 white pawn · h2 white pawn · a1 white rook · c1 white bishop · d1 white queen · e1 white rook · g1 white king | d4 white pawn · c3 white pawn · d3 white bishop · e3 white pawn · f3 white knight · a2 white pawn · b2 white pawn · d2 white knight · f2 white pawn · g2 white pawn · h2 white pawn · a1 white rook · c1 white bishop · d1 white queen · e1 white rook · g1 white king | d4 white pawn · c3 white pawn · d3 white bishop · e3 white pawn · f3 white knight · a2 white pawn · b2 white pawn · d2 white knight · f2 white pawn · g2 white pawn · h2 white pawn · a1 white rook · c1 white bishop · d1 white queen · e1 white rook · g1 white king | 6 |
| 5 | d4 white pawn · c3 white pawn · d3 white bishop · e3 white pawn · f3 white knight · a2 white pawn · b2 white pawn · d2 white knight · f2 white pawn · g2 white pawn · h2 white pawn · a1 white rook · c1 white bishop · d1 white queen · e1 white rook · g1 white king | d4 white pawn · c3 white pawn · d3 white bishop · e3 white pawn · f3 white knight · a2 white pawn · b2 white pawn · d2 white knight · f2 white pawn · g2 white pawn · h2 white pawn · a1 white rook · c1 white bishop · d1 white queen · e1 white rook · g1 white king | d4 white pawn · c3 white pawn · d3 white bishop · e3 white pawn · f3 white knight · a2 white pawn · b2 white pawn · d2 white knight · f2 white pawn · g2 white pawn · h2 white pawn · a1 white rook · c1 white bishop · d1 white queen · e1 white rook · g1 white king | d4 white pawn · c3 white pawn · d3 white bishop · e3 white pawn · f3 white knight · a2 white pawn · b2 white pawn · d2 white knight · f2 white pawn · g2 white pawn · h2 white pawn · a1 white rook · c1 white bishop · d1 white queen · e1 white rook · g1 white king | d4 white pawn · c3 white pawn · d3 white bishop · e3 white pawn · f3 white knight · a2 white pawn · b2 white pawn · d2 white knight · f2 white pawn · g2 white pawn · h2 white pawn · a1 white rook · c1 white bishop · d1 white queen · e1 white rook · g1 white king | d4 white pawn · c3 white pawn · d3 white bishop · e3 white pawn · f3 white knight · a2 white pawn · b2 white pawn · d2 white knight · f2 white pawn · g2 white pawn · h2 white pawn · a1 white rook · c1 white bishop · d1 white queen · e1 white rook · g1 white king | d4 white pawn · c3 white pawn · d3 white bishop · e3 white pawn · f3 white knight · a2 white pawn · b2 white pawn · d2 white knight · f2 white pawn · g2 white pawn · h2 white pawn · a1 white rook · c1 white bishop · d1 white queen · e1 white rook · g1 white king | d4 white pawn · c3 white pawn · d3 white bishop · e3 white pawn · f3 white knight · a2 white pawn · b2 white pawn · d2 white knight · f2 white pawn · g2 white pawn · h2 white pawn · a1 white rook · c1 white bishop · d1 white queen · e1 white rook · g1 white king | 5 |
| 4 | d4 white pawn · c3 white pawn · d3 white bishop · e3 white pawn · f3 white knight · a2 white pawn · b2 white pawn · d2 white knight · f2 white pawn · g2 white pawn · h2 white pawn · a1 white rook · c1 white bishop · d1 white queen · e1 white rook · g1 white king | d4 white pawn · c3 white pawn · d3 white bishop · e3 white pawn · f3 white knight · a2 white pawn · b2 white pawn · d2 white knight · f2 white pawn · g2 white pawn · h2 white pawn · a1 white rook · c1 white bishop · d1 white queen · e1 white rook · g1 white king | d4 white pawn · c3 white pawn · d3 white bishop · e3 white pawn · f3 white knight · a2 white pawn · b2 white pawn · d2 white knight · f2 white pawn · g2 white pawn · h2 white pawn · a1 white rook · c1 white bishop · d1 white queen · e1 white rook · g1 white king | d4 white pawn · c3 white pawn · d3 white bishop · e3 white pawn · f3 white knight · a2 white pawn · b2 white pawn · d2 white knight · f2 white pawn · g2 white pawn · h2 white pawn · a1 white rook · c1 white bishop · d1 white queen · e1 white rook · g1 white king | d4 white pawn · c3 white pawn · d3 white bishop · e3 white pawn · f3 white knight · a2 white pawn · b2 white pawn · d2 white knight · f2 white pawn · g2 white pawn · h2 white pawn · a1 white rook · c1 white bishop · d1 white queen · e1 white rook · g1 white king | d4 white pawn · c3 white pawn · d3 white bishop · e3 white pawn · f3 white knight · a2 white pawn · b2 white pawn · d2 white knight · f2 white pawn · g2 white pawn · h2 white pawn · a1 white rook · c1 white bishop · d1 white queen · e1 white rook · g1 white king | d4 white pawn · c3 white pawn · d3 white bishop · e3 white pawn · f3 white knight · a2 white pawn · b2 white pawn · d2 white knight · f2 white pawn · g2 white pawn · h2 white pawn · a1 white rook · c1 white bishop · d1 white queen · e1 white rook · g1 white king | d4 white pawn · c3 white pawn · d3 white bishop · e3 white pawn · f3 white knight · a2 white pawn · b2 white pawn · d2 white knight · f2 white pawn · g2 white pawn · h2 white pawn · a1 white rook · c1 white bishop · d1 white queen · e1 white rook · g1 white king | 4 |
| 3 | d4 white pawn · c3 white pawn · d3 white bishop · e3 white pawn · f3 white knight · a2 white pawn · b2 white pawn · d2 white knight · f2 white pawn · g2 white pawn · h2 white pawn · a1 white rook · c1 white bishop · d1 white queen · e1 white rook · g1 white king | d4 white pawn · c3 white pawn · d3 white bishop · e3 white pawn · f3 white knight · a2 white pawn · b2 white pawn · d2 white knight · f2 white pawn · g2 white pawn · h2 white pawn · a1 white rook · c1 white bishop · d1 white queen · e1 white rook · g1 white king | d4 white pawn · c3 white pawn · d3 white bishop · e3 white pawn · f3 white knight · a2 white pawn · b2 white pawn · d2 white knight · f2 white pawn · g2 white pawn · h2 white pawn · a1 white rook · c1 white bishop · d1 white queen · e1 white rook · g1 white king | d4 white pawn · c3 white pawn · d3 white bishop · e3 white pawn · f3 white knight · a2 white pawn · b2 white pawn · d2 white knight · f2 white pawn · g2 white pawn · h2 white pawn · a1 white rook · c1 white bishop · d1 white queen · e1 white rook · g1 white king | d4 white pawn · c3 white pawn · d3 white bishop · e3 white pawn · f3 white knight · a2 white pawn · b2 white pawn · d2 white knight · f2 white pawn · g2 white pawn · h2 white pawn · a1 white rook · c1 white bishop · d1 white queen · e1 white rook · g1 white king | d4 white pawn · c3 white pawn · d3 white bishop · e3 white pawn · f3 white knight · a2 white pawn · b2 white pawn · d2 white knight · f2 white pawn · g2 white pawn · h2 white pawn · a1 white rook · c1 white bishop · d1 white queen · e1 white rook · g1 white king | d4 white pawn · c3 white pawn · d3 white bishop · e3 white pawn · f3 white knight · a2 white pawn · b2 white pawn · d2 white knight · f2 white pawn · g2 white pawn · h2 white pawn · a1 white rook · c1 white bishop · d1 white queen · e1 white rook · g1 white king | d4 white pawn · c3 white pawn · d3 white bishop · e3 white pawn · f3 white knight · a2 white pawn · b2 white pawn · d2 white knight · f2 white pawn · g2 white pawn · h2 white pawn · a1 white rook · c1 white bishop · d1 white queen · e1 white rook · g1 white king | 3 |
| 2 | d4 white pawn · c3 white pawn · d3 white bishop · e3 white pawn · f3 white knight · a2 white pawn · b2 white pawn · d2 white knight · f2 white pawn · g2 white pawn · h2 white pawn · a1 white rook · c1 white bishop · d1 white queen · e1 white rook · g1 white king | d4 white pawn · c3 white pawn · d3 white bishop · e3 white pawn · f3 white knight · a2 white pawn · b2 white pawn · d2 white knight · f2 white pawn · g2 white pawn · h2 white pawn · a1 white rook · c1 white bishop · d1 white queen · e1 white rook · g1 white king | d4 white pawn · c3 white pawn · d3 white bishop · e3 white pawn · f3 white knight · a2 white pawn · b2 white pawn · d2 white knight · f2 white pawn · g2 white pawn · h2 white pawn · a1 white rook · c1 white bishop · d1 white queen · e1 white rook · g1 white king | d4 white pawn · c3 white pawn · d3 white bishop · e3 white pawn · f3 white knight · a2 white pawn · b2 white pawn · d2 white knight · f2 white pawn · g2 white pawn · h2 white pawn · a1 white rook · c1 white bishop · d1 white queen · e1 white rook · g1 white king | d4 white pawn · c3 white pawn · d3 white bishop · e3 white pawn · f3 white knight · a2 white pawn · b2 white pawn · d2 white knight · f2 white pawn · g2 white pawn · h2 white pawn · a1 white rook · c1 white bishop · d1 white queen · e1 white rook · g1 white king | d4 white pawn · c3 white pawn · d3 white bishop · e3 white pawn · f3 white knight · a2 white pawn · b2 white pawn · d2 white knight · f2 white pawn · g2 white pawn · h2 white pawn · a1 white rook · c1 white bishop · d1 white queen · e1 white rook · g1 white king | d4 white pawn · c3 white pawn · d3 white bishop · e3 white pawn · f3 white knight · a2 white pawn · b2 white pawn · d2 white knight · f2 white pawn · g2 white pawn · h2 white pawn · a1 white rook · c1 white bishop · d1 white queen · e1 white rook · g1 white king | d4 white pawn · c3 white pawn · d3 white bishop · e3 white pawn · f3 white knight · a2 white pawn · b2 white pawn · d2 white knight · f2 white pawn · g2 white pawn · h2 white pawn · a1 white rook · c1 white bishop · d1 white queen · e1 white rook · g1 white king | 2 |
| 1 | d4 white pawn · c3 white pawn · d3 white bishop · e3 white pawn · f3 white knight · a2 white pawn · b2 white pawn · d2 white knight · f2 white pawn · g2 white pawn · h2 white pawn · a1 white rook · c1 white bishop · d1 white queen · e1 white rook · g1 white king | d4 white pawn · c3 white pawn · d3 white bishop · e3 white pawn · f3 white knight · a2 white pawn · b2 white pawn · d2 white knight · f2 white pawn · g2 white pawn · h2 white pawn · a1 white rook · c1 white bishop · d1 white queen · e1 white rook · g1 white king | d4 white pawn · c3 white pawn · d3 white bishop · e3 white pawn · f3 white knight · a2 white pawn · b2 white pawn · d2 white knight · f2 white pawn · g2 white pawn · h2 white pawn · a1 white rook · c1 white bishop · d1 white queen · e1 white rook · g1 white king | d4 white pawn · c3 white pawn · d3 white bishop · e3 white pawn · f3 white knight · a2 white pawn · b2 white pawn · d2 white knight · f2 white pawn · g2 white pawn · h2 white pawn · a1 white rook · c1 white bishop · d1 white queen · e1 white rook · g1 white king | d4 white pawn · c3 white pawn · d3 white bishop · e3 white pawn · f3 white knight · a2 white pawn · b2 white pawn · d2 white knight · f2 white pawn · g2 white pawn · h2 white pawn · a1 white rook · c1 white bishop · d1 white queen · e1 white rook · g1 white king | d4 white pawn · c3 white pawn · d3 white bishop · e3 white pawn · f3 white knight · a2 white pawn · b2 white pawn · d2 white knight · f2 white pawn · g2 white pawn · h2 white pawn · a1 white rook · c1 white bishop · d1 white queen · e1 white rook · g1 white king | d4 white pawn · c3 white pawn · d3 white bishop · e3 white pawn · f3 white knight · a2 white pawn · b2 white pawn · d2 white knight · f2 white pawn · g2 white pawn · h2 white pawn · a1 white rook · c1 white bishop · d1 white queen · e1 white rook · g1 white king | d4 white pawn · c3 white pawn · d3 white bishop · e3 white pawn · f3 white knight · a2 white pawn · b2 white pawn · d2 white knight · f2 white pawn · g2 white pawn · h2 white pawn · a1 white rook · c1 white bishop · d1 white queen · e1 white rook · g1 white king | 1 |
|   | a | b | c | d | e | f | g | h |   |

Колетов систем, познат и као Колтановски-Коле систем, је шаховска стратегија отварања бијелога коју је Белгијанац Едгард Коле увео 1920-их, а даље га је развио Георг Колтановски . Ову варијанту игре даминог пјешака карактерише систематичан, ако скроман развој бијелових мањих фигура како би подржао брзи развој пјешака до е4 поља. Чврста је, али нефлексибилна.
Коле и Колтановски сваки су освојили многе турнире у 1920-има и 1930-има. Коле је завршио испред Тартаковера, Евеа и Рубинштајина у разним периодима. Отварање је чак названо „страшним” Колетовим системом. Георг Колтановски је у својој књизи „Коле систем” рекао да нуди „солидан развој”, комбинације, пристојну завршницу, а даје бијелом „добре шансе да не изгуби против јачег играча”. Међутим, играчи попут Капабланке и Таља пронашли су начине како да изведу убод из неких различитих линија. Једна таква линија која је тестирана је 3. . . Лф5, који се понекад назива и „Анти-коле”.
Игноришући црнове одговоре да би узели у обзир само бијелове потезе, типичан план је сљедећи: 1.д4 2. Сф3 3.е3 4. Лд3 5,0-0 6. Те1 7.ц3 8. Сбд2 9.е4, а бијели је на одговарајући начин преуредио редослед њиховог помјерања. То је потпуно солидна шема развоја, али, нефлексибилно примењена, не може понудити више од једнакости против снажног црног одговора. То може бити добро средство за избегавање варијација књига, за блиц партију или за присиљавање противника да рано размишља о себи. Ових дана се сматра потпуно безазленим, и ријетко се виђа на мастер нивоу или вишм нивоима.

## Коле-Цукерторт систем
|   | a | b | c | d | e | f | g | h |   |
| 8 | d4 white pawn · b3 white pawn · d3 white bishop · e3 white pawn · f3 white knight · a2 white pawn · b2 white bishop · c2 white pawn · d2 white knight · f2 white pawn · g2 white pawn · h2 white pawn · a1 white rook · d1 white queen · f1 white rook · g1 white king | d4 white pawn · b3 white pawn · d3 white bishop · e3 white pawn · f3 white knight · a2 white pawn · b2 white bishop · c2 white pawn · d2 white knight · f2 white pawn · g2 white pawn · h2 white pawn · a1 white rook · d1 white queen · f1 white rook · g1 white king | d4 white pawn · b3 white pawn · d3 white bishop · e3 white pawn · f3 white knight · a2 white pawn · b2 white bishop · c2 white pawn · d2 white knight · f2 white pawn · g2 white pawn · h2 white pawn · a1 white rook · d1 white queen · f1 white rook · g1 white king | d4 white pawn · b3 white pawn · d3 white bishop · e3 white pawn · f3 white knight · a2 white pawn · b2 white bishop · c2 white pawn · d2 white knight · f2 white pawn · g2 white pawn · h2 white pawn · a1 white rook · d1 white queen · f1 white rook · g1 white king | d4 white pawn · b3 white pawn · d3 white bishop · e3 white pawn · f3 white knight · a2 white pawn · b2 white bishop · c2 white pawn · d2 white knight · f2 white pawn · g2 white pawn · h2 white pawn · a1 white rook · d1 white queen · f1 white rook · g1 white king | d4 white pawn · b3 white pawn · d3 white bishop · e3 white pawn · f3 white knight · a2 white pawn · b2 white bishop · c2 white pawn · d2 white knight · f2 white pawn · g2 white pawn · h2 white pawn · a1 white rook · d1 white queen · f1 white rook · g1 white king | d4 white pawn · b3 white pawn · d3 white bishop · e3 white pawn · f3 white knight · a2 white pawn · b2 white bishop · c2 white pawn · d2 white knight · f2 white pawn · g2 white pawn · h2 white pawn · a1 white rook · d1 white queen · f1 white rook · g1 white king | d4 white pawn · b3 white pawn · d3 white bishop · e3 white pawn · f3 white knight · a2 white pawn · b2 white bishop · c2 white pawn · d2 white knight · f2 white pawn · g2 white pawn · h2 white pawn · a1 white rook · d1 white queen · f1 white rook · g1 white king | 8 |
| 7 | d4 white pawn · b3 white pawn · d3 white bishop · e3 white pawn · f3 white knight · a2 white pawn · b2 white bishop · c2 white pawn · d2 white knight · f2 white pawn · g2 white pawn · h2 white pawn · a1 white rook · d1 white queen · f1 white rook · g1 white king | d4 white pawn · b3 white pawn · d3 white bishop · e3 white pawn · f3 white knight · a2 white pawn · b2 white bishop · c2 white pawn · d2 white knight · f2 white pawn · g2 white pawn · h2 white pawn · a1 white rook · d1 white queen · f1 white rook · g1 white king | d4 white pawn · b3 white pawn · d3 white bishop · e3 white pawn · f3 white knight · a2 white pawn · b2 white bishop · c2 white pawn · d2 white knight · f2 white pawn · g2 white pawn · h2 white pawn · a1 white rook · d1 white queen · f1 white rook · g1 white king | d4 white pawn · b3 white pawn · d3 white bishop · e3 white pawn · f3 white knight · a2 white pawn · b2 white bishop · c2 white pawn · d2 white knight · f2 white pawn · g2 white pawn · h2 white pawn · a1 white rook · d1 white queen · f1 white rook · g1 white king | d4 white pawn · b3 white pawn · d3 white bishop · e3 white pawn · f3 white knight · a2 white pawn · b2 white bishop · c2 white pawn · d2 white knight · f2 white pawn · g2 white pawn · h2 white pawn · a1 white rook · d1 white queen · f1 white rook · g1 white king | d4 white pawn · b3 white pawn · d3 white bishop · e3 white pawn · f3 white knight · a2 white pawn · b2 white bishop · c2 white pawn · d2 white knight · f2 white pawn · g2 white pawn · h2 white pawn · a1 white rook · d1 white queen · f1 white rook · g1 white king | d4 white pawn · b3 white pawn · d3 white bishop · e3 white pawn · f3 white knight · a2 white pawn · b2 white bishop · c2 white pawn · d2 white knight · f2 white pawn · g2 white pawn · h2 white pawn · a1 white rook · d1 white queen · f1 white rook · g1 white king | d4 white pawn · b3 white pawn · d3 white bishop · e3 white pawn · f3 white knight · a2 white pawn · b2 white bishop · c2 white pawn · d2 white knight · f2 white pawn · g2 white pawn · h2 white pawn · a1 white rook · d1 white queen · f1 white rook · g1 white king | 7 |
| 6 | d4 white pawn · b3 white pawn · d3 white bishop · e3 white pawn · f3 white knight · a2 white pawn · b2 white bishop · c2 white pawn · d2 white knight · f2 white pawn · g2 white pawn · h2 white pawn · a1 white rook · d1 white queen · f1 white rook · g1 white king | d4 white pawn · b3 white pawn · d3 white bishop · e3 white pawn · f3 white knight · a2 white pawn · b2 white bishop · c2 white pawn · d2 white knight · f2 white pawn · g2 white pawn · h2 white pawn · a1 white rook · d1 white queen · f1 white rook · g1 white king | d4 white pawn · b3 white pawn · d3 white bishop · e3 white pawn · f3 white knight · a2 white pawn · b2 white bishop · c2 white pawn · d2 white knight · f2 white pawn · g2 white pawn · h2 white pawn · a1 white rook · d1 white queen · f1 white rook · g1 white king | d4 white pawn · b3 white pawn · d3 white bishop · e3 white pawn · f3 white knight · a2 white pawn · b2 white bishop · c2 white pawn · d2 white knight · f2 white pawn · g2 white pawn · h2 white pawn · a1 white rook · d1 white queen · f1 white rook · g1 white king | d4 white pawn · b3 white pawn · d3 white bishop · e3 white pawn · f3 white knight · a2 white pawn · b2 white bishop · c2 white pawn · d2 white knight · f2 white pawn · g2 white pawn · h2 white pawn · a1 white rook · d1 white queen · f1 white rook · g1 white king | d4 white pawn · b3 white pawn · d3 white bishop · e3 white pawn · f3 white knight · a2 white pawn · b2 white bishop · c2 white pawn · d2 white knight · f2 white pawn · g2 white pawn · h2 white pawn · a1 white rook · d1 white queen · f1 white rook · g1 white king | d4 white pawn · b3 white pawn · d3 white bishop · e3 white pawn · f3 white knight · a2 white pawn · b2 white bishop · c2 white pawn · d2 white knight · f2 white pawn · g2 white pawn · h2 white pawn · a1 white rook · d1 white queen · f1 white rook · g1 white king | d4 white pawn · b3 white pawn · d3 white bishop · e3 white pawn · f3 white knight · a2 white pawn · b2 white bishop · c2 white pawn · d2 white knight · f2 white pawn · g2 white pawn · h2 white pawn · a1 white rook · d1 white queen · f1 white rook · g1 white king | 6 |
| 5 | d4 white pawn · b3 white pawn · d3 white bishop · e3 white pawn · f3 white knight · a2 white pawn · b2 white bishop · c2 white pawn · d2 white knight · f2 white pawn · g2 white pawn · h2 white pawn · a1 white rook · d1 white queen · f1 white rook · g1 white king | d4 white pawn · b3 white pawn · d3 white bishop · e3 white pawn · f3 white knight · a2 white pawn · b2 white bishop · c2 white pawn · d2 white knight · f2 white pawn · g2 white pawn · h2 white pawn · a1 white rook · d1 white queen · f1 white rook · g1 white king | d4 white pawn · b3 white pawn · d3 white bishop · e3 white pawn · f3 white knight · a2 white pawn · b2 white bishop · c2 white pawn · d2 white knight · f2 white pawn · g2 white pawn · h2 white pawn · a1 white rook · d1 white queen · f1 white rook · g1 white king | d4 white pawn · b3 white pawn · d3 white bishop · e3 white pawn · f3 white knight · a2 white pawn · b2 white bishop · c2 white pawn · d2 white knight · f2 white pawn · g2 white pawn · h2 white pawn · a1 white rook · d1 white queen · f1 white rook · g1 white king | d4 white pawn · b3 white pawn · d3 white bishop · e3 white pawn · f3 white knight · a2 white pawn · b2 white bishop · c2 white pawn · d2 white knight · f2 white pawn · g2 white pawn · h2 white pawn · a1 white rook · d1 white queen · f1 white rook · g1 white king | d4 white pawn · b3 white pawn · d3 white bishop · e3 white pawn · f3 white knight · a2 white pawn · b2 white bishop · c2 white pawn · d2 white knight · f2 white pawn · g2 white pawn · h2 white pawn · a1 white rook · d1 white queen · f1 white rook · g1 white king | d4 white pawn · b3 white pawn · d3 white bishop · e3 white pawn · f3 white knight · a2 white pawn · b2 white bishop · c2 white pawn · d2 white knight · f2 white pawn · g2 white pawn · h2 white pawn · a1 white rook · d1 white queen · f1 white rook · g1 white king | d4 white pawn · b3 white pawn · d3 white bishop · e3 white pawn · f3 white knight · a2 white pawn · b2 white bishop · c2 white pawn · d2 white knight · f2 white pawn · g2 white pawn · h2 white pawn · a1 white rook · d1 white queen · f1 white rook · g1 white king | 5 |
| 4 | d4 white pawn · b3 white pawn · d3 white bishop · e3 white pawn · f3 white knight · a2 white pawn · b2 white bishop · c2 white pawn · d2 white knight · f2 white pawn · g2 white pawn · h2 white pawn · a1 white rook · d1 white queen · f1 white rook · g1 white king | d4 white pawn · b3 white pawn · d3 white bishop · e3 white pawn · f3 white knight · a2 white pawn · b2 white bishop · c2 white pawn · d2 white knight · f2 white pawn · g2 white pawn · h2 white pawn · a1 white rook · d1 white queen · f1 white rook · g1 white king | d4 white pawn · b3 white pawn · d3 white bishop · e3 white pawn · f3 white knight · a2 white pawn · b2 white bishop · c2 white pawn · d2 white knight · f2 white pawn · g2 white pawn · h2 white pawn · a1 white rook · d1 white queen · f1 white rook · g1 white king | d4 white pawn · b3 white pawn · d3 white bishop · e3 white pawn · f3 white knight · a2 white pawn · b2 white bishop · c2 white pawn · d2 white knight · f2 white pawn · g2 white pawn · h2 white pawn · a1 white rook · d1 white queen · f1 white rook · g1 white king | d4 white pawn · b3 white pawn · d3 white bishop · e3 white pawn · f3 white knight · a2 white pawn · b2 white bishop · c2 white pawn · d2 white knight · f2 white pawn · g2 white pawn · h2 white pawn · a1 white rook · d1 white queen · f1 white rook · g1 white king | d4 white pawn · b3 white pawn · d3 white bishop · e3 white pawn · f3 white knight · a2 white pawn · b2 white bishop · c2 white pawn · d2 white knight · f2 white pawn · g2 white pawn · h2 white pawn · a1 white rook · d1 white queen · f1 white rook · g1 white king | d4 white pawn · b3 white pawn · d3 white bishop · e3 white pawn · f3 white knight · a2 white pawn · b2 white bishop · c2 white pawn · d2 white knight · f2 white pawn · g2 white pawn · h2 white pawn · a1 white rook · d1 white queen · f1 white rook · g1 white king | d4 white pawn · b3 white pawn · d3 white bishop · e3 white pawn · f3 white knight · a2 white pawn · b2 white bishop · c2 white pawn · d2 white knight · f2 white pawn · g2 white pawn · h2 white pawn · a1 white rook · d1 white queen · f1 white rook · g1 white king | 4 |
| 3 | d4 white pawn · b3 white pawn · d3 white bishop · e3 white pawn · f3 white knight · a2 white pawn · b2 white bishop · c2 white pawn · d2 white knight · f2 white pawn · g2 white pawn · h2 white pawn · a1 white rook · d1 white queen · f1 white rook · g1 white king | d4 white pawn · b3 white pawn · d3 white bishop · e3 white pawn · f3 white knight · a2 white pawn · b2 white bishop · c2 white pawn · d2 white knight · f2 white pawn · g2 white pawn · h2 white pawn · a1 white rook · d1 white queen · f1 white rook · g1 white king | d4 white pawn · b3 white pawn · d3 white bishop · e3 white pawn · f3 white knight · a2 white pawn · b2 white bishop · c2 white pawn · d2 white knight · f2 white pawn · g2 white pawn · h2 white pawn · a1 white rook · d1 white queen · f1 white rook · g1 white king | d4 white pawn · b3 white pawn · d3 white bishop · e3 white pawn · f3 white knight · a2 white pawn · b2 white bishop · c2 white pawn · d2 white knight · f2 white pawn · g2 white pawn · h2 white pawn · a1 white rook · d1 white queen · f1 white rook · g1 white king | d4 white pawn · b3 white pawn · d3 white bishop · e3 white pawn · f3 white knight · a2 white pawn · b2 white bishop · c2 white pawn · d2 white knight · f2 white pawn · g2 white pawn · h2 white pawn · a1 white rook · d1 white queen · f1 white rook · g1 white king | d4 white pawn · b3 white pawn · d3 white bishop · e3 white pawn · f3 white knight · a2 white pawn · b2 white bishop · c2 white pawn · d2 white knight · f2 white pawn · g2 white pawn · h2 white pawn · a1 white rook · d1 white queen · f1 white rook · g1 white king | d4 white pawn · b3 white pawn · d3 white bishop · e3 white pawn · f3 white knight · a2 white pawn · b2 white bishop · c2 white pawn · d2 white knight · f2 white pawn · g2 white pawn · h2 white pawn · a1 white rook · d1 white queen · f1 white rook · g1 white king | d4 white pawn · b3 white pawn · d3 white bishop · e3 white pawn · f3 white knight · a2 white pawn · b2 white bishop · c2 white pawn · d2 white knight · f2 white pawn · g2 white pawn · h2 white pawn · a1 white rook · d1 white queen · f1 white rook · g1 white king | 3 |
| 2 | d4 white pawn · b3 white pawn · d3 white bishop · e3 white pawn · f3 white knight · a2 white pawn · b2 white bishop · c2 white pawn · d2 white knight · f2 white pawn · g2 white pawn · h2 white pawn · a1 white rook · d1 white queen · f1 white rook · g1 white king | d4 white pawn · b3 white pawn · d3 white bishop · e3 white pawn · f3 white knight · a2 white pawn · b2 white bishop · c2 white pawn · d2 white knight · f2 white pawn · g2 white pawn · h2 white pawn · a1 white rook · d1 white queen · f1 white rook · g1 white king | d4 white pawn · b3 white pawn · d3 white bishop · e3 white pawn · f3 white knight · a2 white pawn · b2 white bishop · c2 white pawn · d2 white knight · f2 white pawn · g2 white pawn · h2 white pawn · a1 white rook · d1 white queen · f1 white rook · g1 white king | d4 white pawn · b3 white pawn · d3 white bishop · e3 white pawn · f3 white knight · a2 white pawn · b2 white bishop · c2 white pawn · d2 white knight · f2 white pawn · g2 white pawn · h2 white pawn · a1 white rook · d1 white queen · f1 white rook · g1 white king | d4 white pawn · b3 white pawn · d3 white bishop · e3 white pawn · f3 white knight · a2 white pawn · b2 white bishop · c2 white pawn · d2 white knight · f2 white pawn · g2 white pawn · h2 white pawn · a1 white rook · d1 white queen · f1 white rook · g1 white king | d4 white pawn · b3 white pawn · d3 white bishop · e3 white pawn · f3 white knight · a2 white pawn · b2 white bishop · c2 white pawn · d2 white knight · f2 white pawn · g2 white pawn · h2 white pawn · a1 white rook · d1 white queen · f1 white rook · g1 white king | d4 white pawn · b3 white pawn · d3 white bishop · e3 white pawn · f3 white knight · a2 white pawn · b2 white bishop · c2 white pawn · d2 white knight · f2 white pawn · g2 white pawn · h2 white pawn · a1 white rook · d1 white queen · f1 white rook · g1 white king | d4 white pawn · b3 white pawn · d3 white bishop · e3 white pawn · f3 white knight · a2 white pawn · b2 white bishop · c2 white pawn · d2 white knight · f2 white pawn · g2 white pawn · h2 white pawn · a1 white rook · d1 white queen · f1 white rook · g1 white king | 2 |
| 1 | d4 white pawn · b3 white pawn · d3 white bishop · e3 white pawn · f3 white knight · a2 white pawn · b2 white bishop · c2 white pawn · d2 white knight · f2 white pawn · g2 white pawn · h2 white pawn · a1 white rook · d1 white queen · f1 white rook · g1 white king | d4 white pawn · b3 white pawn · d3 white bishop · e3 white pawn · f3 white knight · a2 white pawn · b2 white bishop · c2 white pawn · d2 white knight · f2 white pawn · g2 white pawn · h2 white pawn · a1 white rook · d1 white queen · f1 white rook · g1 white king | d4 white pawn · b3 white pawn · d3 white bishop · e3 white pawn · f3 white knight · a2 white pawn · b2 white bishop · c2 white pawn · d2 white knight · f2 white pawn · g2 white pawn · h2 white pawn · a1 white rook · d1 white queen · f1 white rook · g1 white king | d4 white pawn · b3 white pawn · d3 white bishop · e3 white pawn · f3 white knight · a2 white pawn · b2 white bishop · c2 white pawn · d2 white knight · f2 white pawn · g2 white pawn · h2 white pawn · a1 white rook · d1 white queen · f1 white rook · g1 white king | d4 white pawn · b3 white pawn · d3 white bishop · e3 white pawn · f3 white knight · a2 white pawn · b2 white bishop · c2 white pawn · d2 white knight · f2 white pawn · g2 white pawn · h2 white pawn · a1 white rook · d1 white queen · f1 white rook · g1 white king | d4 white pawn · b3 white pawn · d3 white bishop · e3 white pawn · f3 white knight · a2 white pawn · b2 white bishop · c2 white pawn · d2 white knight · f2 white pawn · g2 white pawn · h2 white pawn · a1 white rook · d1 white queen · f1 white rook · g1 white king | d4 white pawn · b3 white pawn · d3 white bishop · e3 white pawn · f3 white knight · a2 white pawn · b2 white bishop · c2 white pawn · d2 white knight · f2 white pawn · g2 white pawn · h2 white pawn · a1 white rook · d1 white queen · f1 white rook · g1 white king | d4 white pawn · b3 white pawn · d3 white bishop · e3 white pawn · f3 white knight · a2 white pawn · b2 white bishop · c2 white pawn · d2 white knight · f2 white pawn · g2 white pawn · h2 white pawn · a1 white rook · d1 white queen · f1 white rook · g1 white king | 1 |
|   | a | b | c | d | e | f | g | h |   |

 Једна од варијанта Коле система је Коле-Цукерторт систем (назван по Јоханесу Цукерторт), за који је карактеристично да развија тамнопољног ловца на б2. Типичан план је: 1.д4 д5 2. Сф3 е6 3.е3 Сф6 4. Лд3 ц5 5.б3 Сц6 6.0-0 Лд6 7. Лб2 0-0. У овој варијанти, бијели ће на крају играти напад на краљеву страну, упркос њиховом наизглед безопасном развоју. Овај систем је често употребљавао Артур Иусупов на велемајсторском нивоу.

## Стратешки планови
Стратешки план иза Коле цицстема је циљ напада на краљеву страну . Скакач црног краља биће размјењен на е4 или ће га развити унапријед е4 — е5. Ово уклања чувара са х7 поља, често омогућавајући класичну ловчеву жртву на х7 као почетак напада за мат . Неки аутори чак ову жртву називају „Колеова жртва”.

## Игре
Чувена побједа Коле система која садржи помало необичну жртву Лхх7 (ловац узима пјешака на х7) је Коле- О'Ханлон, 1930. Аналитичари више година расправљају о теоријској исправности ове жртве.
1.д4 д5 2. Сф3 Сф6 3.е3 ц5 4.ц3 е6 5. Лд3 Лд6 6. Сбд2 Нбд7 7.0-0 0-0 8. Те1 Те8 9.е4 дхе4 10. Схе4 Схе4 11. Лхе4 цхд4 12. Лхх7(ловац узима пјешака на х7) + Кхх7 (краљ узима пјешака на х7) 13. Сг5 + Кг6 14.х4 Тх8 15. Тхе6 (топ узима пјешака на е6 и даје шах)+ Сф6 16.х5 + Кх6 17. Тхд6 Да5 18. Схф7 + Кх7 19. Сг5 + Кг8 20. Дб3 + 1—0 (црни предаје)
Црни има разне приступе за супротстављање Коле систему. Једна од најдинамичнијих јесте усмеравање на постављање дамине индијске одбране. Бијелов пјешак гура на косо е4 на празан простор, док су црнове фигуре спремне да подривају Вхитеово средиште и нападну краљицу . Техника је добро приказана у игри из 1929. године између Цоллеа и Јосеа Цапабланца :
1.д4 Сф6 2. Сф3 б6 3.е3 Лб7 4. Сбд2 е6 5. Лд3 ц5 6.0-0 Сц6 7.ц3 Ле7 8.е4 цхд4 9. Схд4 0-0 10. Де2 Се5 11. Лц2 Дц8 12.ф4 Ла6 13. Дд1 Сц6 14. Тф3 г6 15. С2б3 Схд4 16. Схд4 Лб7 17. Де2 Лц5 18. Тх3 Дц6 19.е5 Сд5 20. Дф2 Лхд4 21.цхд4 Тац8 22. Лд1 ф6 23. Дх4 Тф7 24. Лф3 Дц4 25. Ле3 Схе3 26. Лхб7 Сф5 27. Де1 Тц7 28. Ле4 Дхд4 + 29. Кх1 фхе5 30. Лхф5 ехф5 31.фхе5 Те7 32. Те3 Дхб2 33.е6 дхе6 34. Тхе6 Кф7 0—1 (бијели предаје)